# IPod Touch (6‑го покоління)
Шосте покоління iPod Touch (стилізовано для продажів як iPod touch) — багатоцільовий портативний пристрій, що був розроблений і продавався компанією Apple Inc.із сенсорним інтерфейсом користувача. Він є наступником iPod Touch (5‑го покоління), ставши першим серйозним оновленням лінійки iPod за понад два з половиною роки. Він був випущений в інтернет-магазині Apple Store 15 липня 2015 року разом із незначними оновленнями iPod Nano та iPod Shuffle. Продажі iPod Touch (6-го покоління) було офіційно припинені компанією Apple 28 травня 2019 року з випуском його наступника, iPod Touch (7‑го покоління). Підтримка iPod Touch 6-го покоління продовжується, при цьому iOS 12 продовжує отримувати оновлення, хоча пристрій не підтримує iOS 13 або новіші версії через апаратні обмеження.

## Особливості

### Програмне забезпечення
iPod touch шостого покоління оснащений iOS, мобільною операційною системою Apple. Інтерфейс користувача iOS заснований на концепції прямого маніпулювання за допомогою мультитач жестів. Елементи керування інтерфейсом складаються з повзунків, перемикачів і кнопок. Взаємодія з операційною системою включає такі жести, як проведення пальцем, натискання, зведення пальців і розведення пальців, усі з яких мають конкретні визначення в контексті операційної системи iOS та її мультисенсорного інтерфейсу. Внутрішні акселерометри використовуються деякими програмами, щоб реагувати на струс пристрою (одним із поширених результатів є команда скасування введення) або обертання його вертикально (одним із поширених результатів є перемикання з портретного режиму в альбомний).
iPod Touch шостого покоління поставляється на базі iOS 8.4, яка була випущена 30 червня 2015 року з підтримкою Apple Music. Він може відтворювати музику, фільми, телевізійні шоу, аудіокниги та подкасти, а також може сортувати медіатеку за піснями, виконавцями, альбомами, відео, списками відтворення, жанрами, композиторами, подкастами, аудіокнигами та збірками. Прокрутка здійснюється шляхом проведення пальцем по екрану. Крім того, елементи керування гарнітурою можна використовувати для призупинення, відтворення, пропуску та повторення треків. Однак навушники EarPods, які постачаються з iPod touch шостого покоління, не мають пульта керування або мікрофона. Функцію керування голосом також можна використовувати для визначення треку, відтворення пісень у списку відтворення чи певного виконавця або створення списку відтворення Genius.
iPod touch шостого покоління підтримує iOS 9, яка була випущена у вересні 2015 року, iOS 10, яка була випущена у вересні 2016 року, iOS 11, яка була випущена у вересні 2017 року, і iOS 12, яка була випущена у вересні 2018 року. Підтримка iOS 12 на iPod touch шостого покоління зробила його першою моделлю iPod touch, яка підтримує п'ять основних версій iOS, від iOS 8 до iOS 12.
IPod touch шостого покоління не підтримує iOS 13, iOS 14 та iOS 15.

### Апаратне забезпечення
iPod touch шостого покоління оснащений чипом Apple A8 і співпроцесором Apple M8 з 64-бітною архітектурою, на такому ж чипі працює iPad Mini 4, Apple TV 4-го покоління, iPhone 6 і HomePod, але у ньому трохи занижена частота до рівня 1,1 ГГц (iPhone 6 і 6 Plus працюють на частоті 1,4 ГГц, а iPad mini 4 працює на частоті 1,5 ГГц) через невеликий акумулятор. Він має 1 ГБ оперативної пам'яті LPDDR3, що вдвічі більше, ніж у попереднього покоління iPod touch.
Графічна технологія Apple Metal також сумісна з iPod touch 6-го покоління. iPod touch має 8-мегапіксельну задню камеру iSight з можливістю відеозапису у форматі 1080p із частотою до 30 кадрів/с або до 120 кадрів/с в режимі сповільненого відео у форматі 720p. Камера також підтримує серійну зйомку і має світлодіодний спалах. На відміну від версії 5-го покоління, на задній камері iPod touch 6-го покоління відсутня сапфірова лізна. Фронтальна камера не змінилася в порівнянні з попереднім поколінням, має сенсор 1,2 Мп і може записувати відео до 720p. Це перший iPod touch, який доступний із 128 ГБ сховища, що частково заповнює порожнечу, залишену iPod Classic, який на момент зняття з виробництва пропонував 160 ГБ сховища.

### Дизайн
Зовнішній дизайн iPod touch шостого покоління в значній мірі ідентичний дизайну його попередника, за винятком кнопки iPod touch Loop, яку було прибрано.
| Колір задньої панелі | Колір передньої панелі | Кільце камери | Антена | Обсяг сховища            |
| -------------------- | ---------------------- | ------------- | ------ | ------------------------ |
| Космічний сірий      | Чорний                 | Чорне         | Чорна  | 16 ГБ 32 ГБ 64 ГБ 128 ГБ |
| Золотистий           | Білий                  | Золотисте     | Чорна  | 16 ГБ 32 ГБ 64 ГБ 128 ГБ |
| Сріблятий            | Білий                  | Сріблясте     | Чорна  | 16 ГБ 32 ГБ 64 ГБ 128 ГБ |
| Блакитний            | Білий                  | Сріблясте     | Чорна  | 16 ГБ 32 ГБ 64 ГБ 128 ГБ |
| Рожевий              | Білий                  | Сріблясте     | Чорна  | 16 ГБ 32 ГБ 64 ГБ 128 ГБ |
| (Product) RED        | Білий                  | Сріблясте     | Чорна  | 16 ГБ 32 ГБ 64 ГБ 128 ГБ |

### Аксесуари
iPod touch шостого покоління поставляється з кабелем для зарядки Lightning. Ця модель також поставляється з навушниками EarPods без пульта керування та мікрофона. Цей iPod touch сумісний з бездротовими навушниками Apple AirPods, які були анонсовані на спеціальному заході Apple 7 вересня 2016 року разом з iPhone 7 і випущені наприкінці грудня 2016 року. Він також сумісний з навушниками EarPods з конектором Lightning, які вийшли одночасно з iPhone 7, і функції керування активні на навушниках.

## Оцінки
Нейт Ральф з CNET високо оцінив якість камери пристрою та відзначив виняткову продуктивність iPod touch, але розкритикував його за середній час автономної роботи та маленький дисплей і заявив, що вважає його «значним чином зайвим» через смартфони та планшети. Саша Сеган з PCMag також відзначив поганий час автономної роботи, але заявив, що iPod touch все ще є найкращим варіантом для тих, хто віддає перевагу портативному медіаплеєру, який не вимагає інтимних стосунків з оператором стільникового зв'язку.